# Subotište
Subotište (en serbe cyrillique : Суботиште) est un village de Serbie situé dans la province autonome de Voïvodine. Il fait partie de la municipalité de Pećinci dans le district de Syrmie (Srem). Au recensement de 2011, il comptait 846 habitants.

## Histoire
Le village de Subotište est mentionné pour la première fois dans des documents hongrois en 1329, ce qui en fait, après Popinci, la plus ancienne localité de la municipalité de Pećinci. L'église de la Nativité-de-Saint-Jean-Baptiste a été construite en 1797.

## Démographie

### Évolution historique de la population
| 1948 | 1953 | 1961 | 1971 | 1981 | 1991 | 2002 | 2011 |
| ---- | ---- | ---- | ---- | ---- | ---- | ---- | ---- |
| 882  | 910  | 953  | 927  | 911  | 968  | 942  | 846  |

|  |